# Бандтке-Стенжинский, Казимир Владислав

Герб Стенжинский

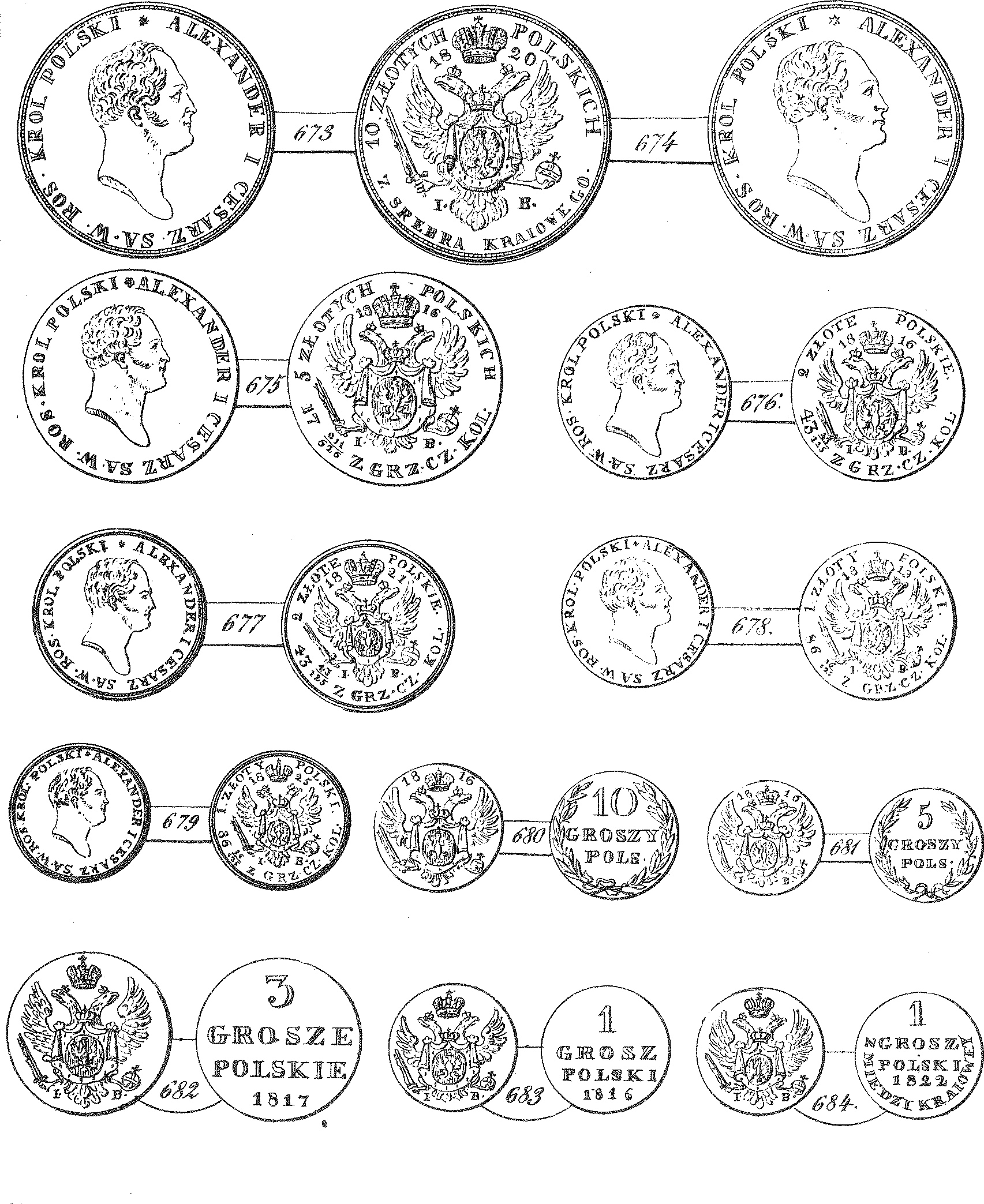
Монеты Царства Польского Российской империи (до 1834 г.). Иллюстрация из книги К. В. Бандтке-Стенжинского «Numismatyka krajowa»

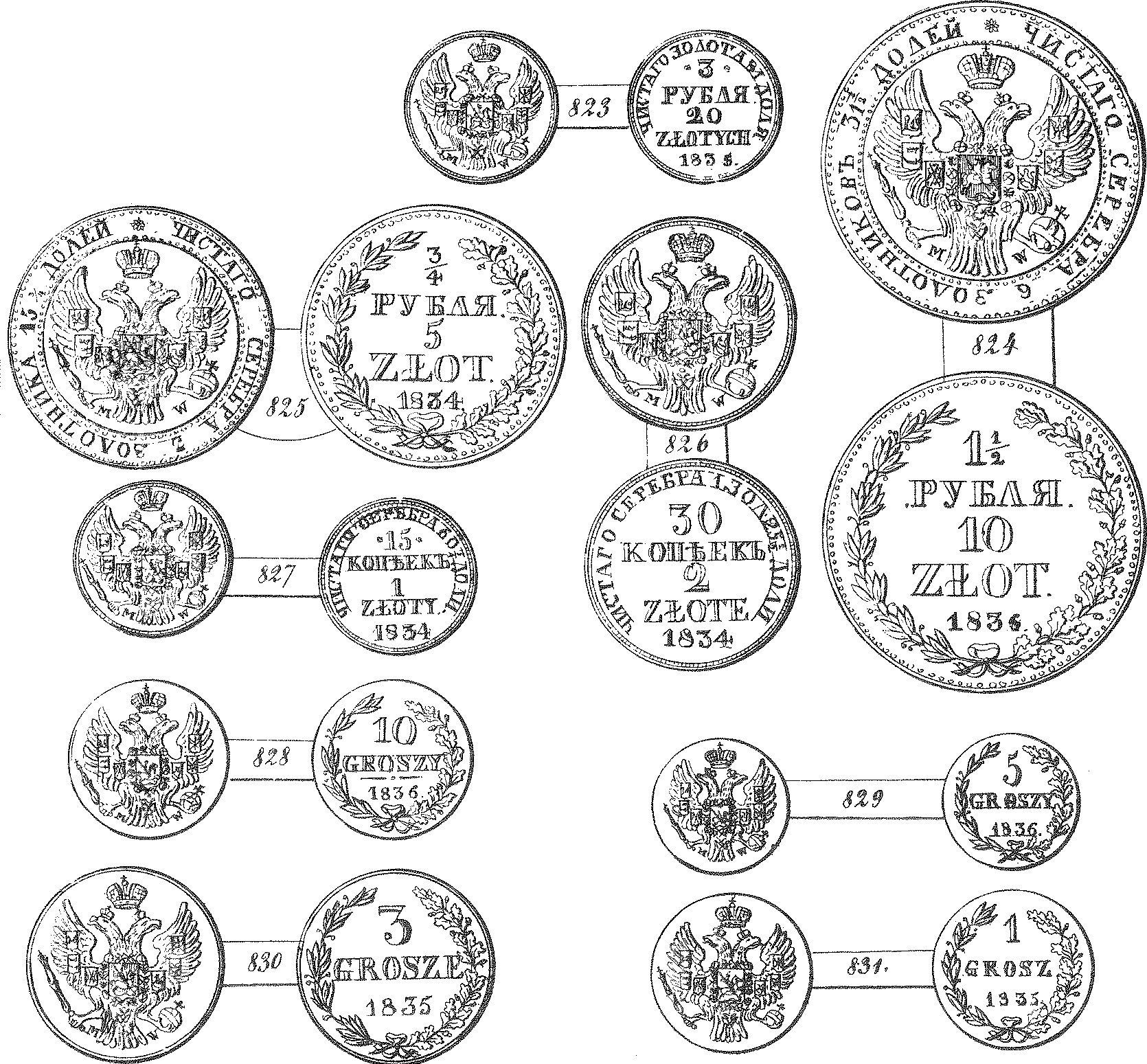
Монеты Царства Польского (с 1834 г.). Иллюстрация из книги К. В. Бандтке-Стенжинского «Numismatyka krajowa»

Казимир Владислав Бандтке-Стенжинский (пол. Kazimierz Władysław Bandtkie-Stężyński; 4 апреля 1813, Люблин — 10 октября 1876, Варшава) — известный польский нумизмат.
Представитель дворянского рода Бандтке герба Стенжинских. Сын Яна Винценты (1783—1846), юриста, историка права. Племянник польского историка, библиографа, филолога Ежи Самуэля Бандтке (1768—1835) .
Первый систематически и с чрезвычайной обстоятельностью обработал польскую нумизматику. Результаты его тщательных изысканий изложены в двухтомном сочинении «Отечественная нумизматика» («Numismatyka Krajowa», Варшава, 1839—1840). Труд содержит описание монет начиная с X века до 1834 года. Дополнительно включает список монет с указанием цены на них действующей на тот период, а также «Таблицу монет польских и литовских» с указанием цен на 1766 год. В двухтомнике помещены 70 таблиц, на которых представлены 907 рисунков монет (аверс и реверс).
Похоронен на лютеранском кладбище Варшавы.
Его сын, Александр (1852—1930) (пол. Aleksander Bantkie-Stężyński) — инженер-химик, президент Ченстоховы в 1919—1920 гг.

## Источник
- Бандтке-Стенжинский, Казимир Владислав // Энциклопедический словарь Брокгауза и Ефрона : в 86 т. (82 т. и 4 доп.). — СПб., 1890—1907.